# فرودگاه پارک ملی مک‌کینلی
فرودگاه پارک ملی مک‌کینلی (به انگلیسی: McKinley National Park Airport) یک فرودگاه همگانی بهره‌برداری هوایی با کد یاتا MCL است که یک باند فرود شن دارد و طول باند آن ۹۱۴ متر است. این فرودگاه در شهر مک‌کینلی پارک، آلاسکا کشور ایالات متحده آمریکا قرار دارد و در ارتفاع ۵۲۴ متری از سطح دریا واقع شده‌است.